# Supersypnoides reticulata
Supersypnoides reticulata là một loài bướm đêm trong họ Noctuidae.